# クリスティン・バヒテル
クリスティン・バヒテル（Christine Wachtel, 1965年1月6日- ）は、ドイツのメクレンブルク＝フォアポンメルン州のアルテントゥレプトウ出身の元陸上競技選手である。専門は800m走であった。

## 経歴
1983年のヨーロッパジュニア陸上競技選手権大会で2分00秒42で2位、1987年世界陸上競技選手権大会で1分55秒32で2位、1988年ソウルオリンピックに東ドイツ代表として出場し800mで1分56秒4となり、同じ東ドイツのジーグルン・ヴォダルスに次いで銀メダルを獲得した。1990年のヨーロッパ陸上競技選手権大会で1分56秒11で2位、ドイツ再統一後の1991年世界陸上競技選手権大会の4×400mRで3分21秒25で3位、1992年バルセロナオリンピックにも出場したが予選で敗退した。1987年、1989年、1991年の世界室内陸上競技選手権大会の800mを連覇している。
引退後は現役時代練習していたノイブランデンブルクでピザショップを経営している。

## 自己ベスト
- 400m - 54秒36（1994年）
- 800m - 1分55秒32（1987年）